# イーガー皇帝の逆襲
『イーガー皇帝の逆襲』（イーガーこうていのぎゃくしゅう、英：Yie Ar Kung-Fu II: The Emperor Yie-Gah）は、1985年にコナミ工業（現コナミデジタルエンタテインメント）から発売されたMSX用のアクションゲーム。
MSX版『イー・アル・カンフー』の続編であり、ゲーム内のタイトル画面では「イーガー皇帝の逆襲」（および英語表記"THE EMPEROR YIE-GAH"）の上部に"Yie Ar Kung-Fu II"と表示されているため、「イー・アル・カンフーII」のサブタイトルを付けて表記されることもある。

## 概要
操作方法には前作のMSX版だけでなく、アーケード版やファミコン版のものも取り入れている。前作は純粋に1対1で対決する対戦型格闘ゲームだったのに対し、本作は複数の敵が一度に登場するなど面クリア型のアクションゲームの要素が強くなっている。
当時のコナミ工業本社（大阪府豊中市）の近所に餃子の王将があり、社員がよく利用していたため、王将で餃子1人前を表す「イーガー コーテル」からゲーム名を思いついたと言われている（餃子の王将#王将用語も参照）。
プレイヤーは前作の李（リー）の息子、李英（リー・ヤング）となり、イーガー皇帝を名乗るチャーハン一族の生き残り、立人（リー・ジェン）一味の打倒を目指す。
各面は全部で4画面分あり、リー・ヤングはボスにたどり着くのに3画面分を進む必要がある。道中では（前作ではフィードルの部下だった）忍者をはじめとしたさまざまな敵と闘うこととなる。ときどき”小敵隊”と呼ばれる敵が3人まとまって出てくることもあり、この”小敵隊”を全て倒すと烏龍茶の葉を入手できる。烏龍茶の葉を5枚集めると、烏龍茶を1つ入手でき、飲む（使う）ことで体力が全回復する。烏龍茶は最大3つまでストックできる。またボスとの対戦場所にはラーメンが隠されていて、これを食べる（取る）ことで一定時間無敵となる。リー・ジェンを倒すとクリアとなり、2周目が始まる。
本作では前作と異なり2人での対戦も可能。2人対戦の場合、1Pはリー・ヤング固定で、2Pはイェン・ペイ、ラン・ファン、プー・チンのうちの1人を担当することとなる。
操作方法が独特で、左右入力で左右移動だが斜め入力で上下段の攻撃、ボタン単体入力で中段攻撃だが上+ボタン入力で斜めジャンプなど、操作デバイスと機能が統一されていない特徴がある。
スロットが複数あるMSXの場合、スロット2に前作を入れてプレイすることでピンチの際に父親「リー」（前作の主人公）の亡霊が現れ、烏龍茶を落としてくれる。

### 移植
- 『コナミゲームコレクション Vol.1』（1988年、MSX、SCCカートリッジ対応）、『コナミアンティークスMSXコレクション』（1998年、プレイステーション（Vol.2）・セガサターン（ウルトラパック））、i-revo（2011年3月31日サービス終了）、WiiやWii Uのバーチャルコンソール、PS3やPSPのゲームアーカイブス、プロジェクトEGGでも配信されている。
- 日本国外ではコモドール64、Amstrad CPC、BBC Micro、ZX Spectrum、Thomson TO7-70向けにも発売されている。

## 登場キャラクター
LEE YOUNG（リー・ヤング/李英）
本作の主人公で、前作の主人公の息子。
YEN PEI（イェン・ペイ/炎培）
青い中華服（コモドール64では紫の中華服）をまとった人物で、赤い辮髪を前作のチェインのように使って攻撃してくる。
LAN FANG（ラン・ファン/蘭芳）
白い上着に赤いスカート（コモドール64では青いドレス）を着た結髪（コモドール64ではショートヘア）の女性で、前作のファンのように鉄製の扇で攻撃を仕掛けてくる。
PO CHIN（プー・チン/伯鈞）
赤い服（コモドール64では茶色の服）を着た、笑みを浮かべた大男。放屁攻撃でリー・ヤングを麻痺させながら攻撃してくる。海外で発売されたThomson TO7-70版には登場しない。
WEN HU（ウェン・フー/文虎）
緑色の服の男で、身に着けた仮面（般若の面）を飛ばして攻撃してくる。仮面は蚊が飛ぶ時のような音を出しつつ飛び、叩き落とすこともできる。その場合、ウェンは仮面を拾いに来る。
WEI CHIN（ウェイ・チン/維鈞）
緑のズボンを履いたモヒカンの男で、ブーメランで攻撃を仕掛けてくる。
MEI LING（メイ・リン/美齢）
赤いチャイナドレス（コモドール64では青いチャイナドレス）を着た長髪の女性で、短剣を使って攻撃を行う。前作のMSX版とFC版に登場したLang（ラン/藍）の妹。
HAN CHEN（ハン・チェン/漢宸）
赤い中華服に覆面に帽子、眼帯（コモドール64ではしていない）という出で立ちの男で、爆弾を投げて攻撃してくる。イーガー皇帝の一の弟子。
LI JEN（リー・ジェン/立人）
大きな襟のついた全身を覆う白いマント服を着た髭面の男で、「イーガー皇帝」を僭称する。雷を落として攻撃してくる。